# ToMiTaMi ToMiTaMo
ToMiTaMi ToMiTaMo（トミタミ・トミタモ）は、Diggy-MO'の3rdシングルである。2009年8月5日にSME Recordsから発売された。

## 解説
- SOUL'd OUTのメインMCであるDiggy-MO'のサードシングル。

## 初回盤
- Diggy-MO'オリジナルポスター
- ToMiTaMi ToMiTaMoオリジナルステッカー封入
- オリジナルグッズ応募券封入

## 収録曲

### CD
1. ToMiTaMi ToMiTaMo(4:32)
作詞：Diggy-MO'／作曲・編曲：Diggy-MO', Ayabe
2. Bayside Serenade(5:20)
作詞：Diggy-MO'／作曲・編曲：Diggy-MO', Ayabe
3. PSYCHE PSYCHE (4:08)
  - 作詞：Diggy-MO'／作曲・編曲：Diggy-MO', Daisuke Inoue